# 立花兄弟
立花兄弟（たちばなきょうだい）は、高橋陽一の漫画「キャプテン翼」に登場する架空のサッカー選手で、立花政夫（たちばな まさお）、立花和夫（たちばな かずお）の双子の兄弟である。血液型はB型。

## 人物

### プロフィール
ポジションはFW兼MF。秋田県鹿角市花輪出身。アクロバティックなコンビプレーを得意とする双子のサッカー選手。政夫が兄で和夫が弟。基本的には対等な相棒だが、政夫が和夫を先導したり、和夫が政夫を「兄ちゃん」と呼び慕ったりと兄と弟といった面もある。外見はまったく同じであるため見分けがつかず、よく次藤に間違われてその度に「俺は和夫(政夫)だ。いい加減覚えろよな」と文句を言っている。作者も描き分けていないことを明言しているため、政夫か和夫かを見分けるには、背番号の違いか前後のセリフで判断するしか方法がない。出っ歯が特徴。二人でよく石崎を「サル」とからかっていたが、「サルは俺達だ」と自分達もサル顔であることを自覚している。
身軽さを生かして「トライアングルシュート」「スカイラブハリケーン」「ツインシュート」「スカイラブツインシュート」など、アクロバティックなプレーを実践することが多いが、その分足への負担や怪我の危険性も高く、出場機会が安定しない。また、双子ならではの意思疎通のとれたコンビネーションプレイも特徴。
元U-20日本代表でサッカー指導者の手倉森誠と手倉森浩の兄弟がモデルであるとするメディアもあるが、原作者の高橋や集英社側がそう証言したことはない。手倉森兄弟が全国高校サッカー選手権に出場、ベスト8に進出して全国に知られたのは1986年1月の大会であるが、立花兄弟は1982年には連載に登場しており、矛盾する。

### 経歴
花輪サッカー少年団（花輪S.S）- 花輪中学校 - 秋田商工高校 - ジェフユナイテッド市原（現ジェフユナイテッド市原・千葉）

#### 小学生編
花輪S.Sに所属し、秋田代表として全国大会に出場。チームでは攻撃を立花兄弟2人で行い、他のチームメイトは守備に徹するスタイルをとっていた。
南葛S.C一行がよみうりランド駅に降り立った際に登場する。ホームごしにパスを繰り出しながら疾走する立花兄弟を目撃した南葛SC一行はそのコンビプレーに驚愕する（その後すぐに駅員に怒られていた）。
予選リーグでは南葛S.Cや明和FCと同組となる。南葛S.Cを予選リーグ敗退に追い込みたい日向小次郎の狙いにより対明和FC戦を引き分けで終え、引き分けでも予選リーグ突破の状態で対南葛S.C戦を迎える。試合では大空翼と岬太郎のコンビにマークされ、1点ビハインドで迎えた後半早々、温存していた「トライアングルシュート」で同点に持ち込む。石崎の痛恨のオウンゴールで勝ち越すも、その石崎が奮起のシュートを放ち、岬に押し込まれ同点にされる。さらに試合終了間際、翼が立花兄弟のお株を奪う空中戦からのオーバーヘッドキックで決勝点を決め、花輪は敗退して決勝トーナメント進出を逃した。
【ワールドユース編】ではこの後に予選敗退チームのみでのリフティング大会が開催され、葵新伍に破れ優勝を逃したことが明かされている。
劇場版第一作では、ヨーロッパ選抜チームから「トライアングルシュート」で先制点を奪う活躍を見せた。
「週刊少年ジャンプ」2008年36号に掲載された読みきりでは、小学生時代の設定ながら、中学時代に編み出した技であるスカイラブハリケーンを繰り出す描写がある。

#### 中学生編
花輪中を率いて全国大会に出場。和夫がキャプテンを務めていた。
初戦の相手チームでは空中サッカーを温存し、ベスト16で南葛中と対戦。翼たちとは小学生以来の対戦となる。
トライアングルシュートを石崎に封じられ、2点のビハインドを背負うも、新技スカイラブハリケーンを解禁し、翼の負傷による一時退場もあり同点に追いつく。スカイラブハリケーンによる足への負担が限界を越えて以降は守備に徹し、さらにコンビ技「ツインシュート」を撃つが、森崎が辛うじて肩にあてたボールを石崎が捨て身でブロック。これに奮起した翼が勝ち越しゴールを決め、立花兄弟は再び敗退した。

#### ジュニアユース編
全日本代表として選出。チームバランスの関係でMFにコンバートとなる。当初は同サイドのサイドハーフとウイングに配置されていたが、本線の頃にはともに中盤に配置され、スカイラブを守備でも活かすようになる。またアルゼンチン戦では次藤洋との合体技「スカイラブツインシュート」でゴールを奪う。

#### ワールドユース編
賀茂から「二人一緒でなければ何もできないのか」と一喝され、全日本離脱後の山篭りによって政夫は「山猿キープ」「ムササビジャンプ」等の個人技を身に付けた。和夫はリアル・ジャパン・7との2戦目ではゴールキーパーを務め、試合開始直後のRJ7のシュートを反応良く横っ飛びでキャッチ、賀茂を驚愕させた。
三杉淳がリベロになったことで松山光がスイーパーからボランチに定着し、新加入の葵新伍の台頭もあり、全日本離脱時は「レギュラー間違いなし」と言われながら控え選手となる。しかし、2次予選・中国戦ではイエローカード累積2枚で出場できなくなった葵の代わりに前半に政夫、後半に和夫が出場し、次藤とのスカイラブで飛翔よりも高く飛びボールをクリアするなど守備に貢献した。メキシコ戦では二人揃って出場し、アステカ五戦士のルチャ戦法をスカイラブで防いだが、ガルシアに故意に負傷させられる。以後、出場機会は無かった。

#### ROAD TO 2002
ジェフユナイテッド市原に入団。次藤・佐野の所属するアビスパ福岡と対戦するが敗れる。

#### GOLDEN-23
身体の成長に伴いスカイラブの使用が困難になったため、双子の意思疎通を活かしてボランチとしても活躍した。フットサルコンビや吉良サプライズのコンバート等で出場機会は少なかったが、オリンピック出場をかけたオーストラリアとの最終戦ではFWとして先発出場を果たす。劇的な先取点を演出するため、選手生命をかけた捨て身の100％の力を込めたファイナルスカイラブハリケーンを繰り出し得点は決めたものの、脚力の限界により負傷し両者退場して、その後出番は減った。

## 戦歴
- 小学6年生
  - 全日本少年サッカー大会予選リーグ敗退
  - ヨーロッパ遠征でのヨーロッパ少年サッカー大会優勝（テレビ昭和版）
  - ヨーロッパ遠征での親善試合でヨーロッパ選抜チームに勝利（劇場版）
- 中学1年生
  - 全国中学校サッカー大会出場
- 中学2年生
  - 全国中学校サッカー大会出場
- 中学3年生
  - 全国中学校サッカー大会ベスト16
  - フランス国際ジュニアユース大会優勝
- 高校1年生
  - 全国高校総体出場
  - 全国高校サッカー選手権大会出場
- 高校2年生
  - 全国高校総体出場
  - 全国高校サッカー選手権大会出場
- 高校3年生
  - 全国高校総体出場
  - 全国高校サッカー選手権大会出場
- 18歳-19歳
  - ワールドユース選手権優勝

## 得意技
トライアングルシュート
1人がゴール前にボールを上げ、もう1人がゴールポストを蹴って上空に飛びヘディングでボールを落とし、センタリングを上げた側がゴール前に走り込みシュートを行う技。
南葛SC戦で着地時に西尾と接触し、西尾が負傷したため、石崎が出場するきっかけとなった。南葛中戦でも使用したが、石崎が小学生時代の自殺点の借りとしてゴールポストを蹴ることで発生させた振動でジャンプを防がれ失敗。以後使用する場面は描かれていない。
劇場版では「スカイラブ・アクロバティック・シュート」と呼んでいた。
アクロバットボレーシュート
センタリングに対し2人が同時にゴールポストを蹴って三角跳びし、上空からどちらがシュートするかを惑わせる。
南葛SC編にて使用したが、森崎にパンチングで防がれる。アニメ第1作ではツインシュートに変更されている。
技名は原作ではついていないため、キャプゼロより引用。
スカイラブハリケーン
1人が頭をゴール側に向けて仰向けになり背中で芝を滑り発射台となり、もう1人が発射台役の足の上に乗って勢いをつけてジャンプし、相手選手よりも遥か上空でヘディングシュートを行う技。発射台側が体の向きを入れ替えることで低空発射も可能で、守備にも使用する。
2人のどちらの足にも大きな負担がかかるため、1試合で使用できる回数には制限がある という弱点がある。またプロになってからは2人の体の成長に伴いそれに耐えられなくなり、Jリーグで1度使ったがすぐに足に異常を感じたため使用は控えていた。しかしU-22日本代表としてオリンピック出場をかけたオーストラリア戦では、「ファイナルスカイラブハリケーン」にて先制点を決めたが、全力をかけたため負傷退場となる。
南葛中戦にて初披露。基本的に立花兄弟同士で行う技だが、全日本Jr.にて次藤と後述のスカイラブツインシュートを編み出してからは次藤が主に発射台となり、立花だけでなく翼や三杉がスカイラブを敢行したこともある。
名称はNASAのスカイラブ計画から取られている。
テクモ版では高い浮き球のみ選択が可能。
ツインシュート
2人同時にボールを蹴りブレ球のシュートを放つ技。
南葛中戦にて披露。スカイラブハリケーンが使用不可となった際の切り札として、小学生時代の翼・岬のような偶然ではなく自分たちの意思で打てるように特訓したが、体を大きく広げた森崎の身体に当たって勢いが弱まり、石崎の体を張ったブロックでクリアされゴールとはならなかった。
スカイラブツインシュート
仰向けになった次藤の足を、立花兄弟がそれぞれ片方ずつ発射台にして同時に飛び、空中でツインシュートを行う技。
全日本Jr.にてチームメイトもなった次藤と編み出した技。アルゼンチンJr.戦で使用した際には得点を決めるも着地が未完成であったため、立花兄弟がゴールポストの左右にそれぞれ激突して負傷交代となる。また、フランスJr.戦でも使用するが、この技を把握していたピエールにオーバーヘッドブロックにより防がれた。
テクモ版「I」「II」では高さに関係なく浮き球時のシュートから選択できるが、「III」以降は低い浮き球に限定されている。表記が「スカイラブツイン」となっている作品も多い。
山猿キープ
低い姿勢でボールをキープし続ける技。
全日本ユース合宿を離脱させられた後、秋田の山奥で特訓し、ムササビジャンプとともに取得した。
ムササビジャンプ
右ひざの裏側でボールを抱え込みながら飛び、そこからバク宙してかかとで相手にパスを送る技。

## テクモ版

### 経歴
秋田商工（II） - ネッツ東日本（IV）

### テクモ版での技
ジェミニアタック
「II」より登場。2人で高速でワンツーリターンを繰り返す技。原作でも同様の動作はある。
スカイラブタックル
「II」より登場。スカイラブハリケーンでタックルを行う技。
スカイラブブロック
「II」より登場。スカイラブハリケーンでブロックを行う技。原作でも第1回国際ジュニアユース大会準決勝フランス戦で同様の動きを披露している。
スカイラブパスカット
「II」より登場。スカイラブハリケーンでパスカットを行う技。なお、【GOLDEN23】ではオーストラリア戦で使おうとする描写はあるものの、「（足が破壊されるから）今ここで使うわけには・・・」と思い留まっている。
時間差スカイラブ
「IV」に登場。スカイラブハリケーンを前転して時間差によるフェイントをかけつつ、かかとで放つ技。
スカイラブストーム
「IV」に登場。2人のうちいずれかから次藤にワンツーリターン後、スカイラブツインシュートをディアスの前転シュートや翼のネオサイクロンの要領で空中で一回転しつつ、かかとで行う技。この技のみドリブル時のシュートから選択できる。
スカイラブタイフーン
「V」に登場。次藤がボールを大きく蹴り上げた後、スカイラブツインシュートの発射の際にそれぞれ上下に跳び、上の選手がオーバーヘッドで叩き落した球を下の選手がゴールに向かって打ち返すという技。翼はこの技を参考にしてブーストサイクロンを編み出した。

## その他のゲームに登場する技

### バンダイ版
メテオボンバー
PS版の「J」に登場。
スカイラブ・トライアングル
PS4 / Switch版「RISE OF NEW CHAMPIONS」のDLC第3弾「EPISODE OF NEW HERO 花輪中編」で登場。NewHeroとの連携技で、立花兄弟のスカイラブハリケーンで放たれたボールをNewHeroがダイレクトボレーでシュートする。条件に関係なく、花輪中のストーリーを進めると使用可能。

## 担当声優
立花政夫
- ならはしみき - テレビアニメ第1作、『たたかえドリームチーム』
- 亀井芳子 - テレビアニメ第2作『J』
- 雪野五月（現・ゆきのさつき） - テレビアニメ第3作（少年期）
- 中井将貴 - テレビアニメ第3作（青年期）
- 竹内絢子 - テレビアニメ第4作

立花和夫
- 鈴木れい子 - テレビアニメ第1作、『たたかえドリームチーム』
- 鈴木みえ（現・一龍斎貞友） - 新キャプテン翼
- 折笠愛 - テレビアニメ第2作『J』
- 長沢美樹 - テレビアニメ第3作
- 下崎紘史 - 『黄金世代の挑戦』
- 渡辺優里奈 - テレビアニメ第4作